# Dicymbium elongatum
Dicymbium elongatum är en spindelart som först beskrevs av James Henry Emerton 1882.  Dicymbium elongatum ingår i släktet Dicymbium och familjen täckvävarspindlar. Inga underarter finns listade i Catalogue of Life.